# شیهوا، هوبئی
شیهوا، هوبئی (به لاتین: Shihua) یک شهرک در جمهوری خلق چین است که در شهرستان گوچنگ واقع شده‌است. شیهوا ۱۰۴ متر بالاتر از سطح دریا واقع شده‌است.